# Pièce de 5 cents de dollar américain Shield
Le Shield nickel est la première pièce de cinq cents réalisée en cupronickel aux États-Unis, le même alliage qui compose aujourd'hui encore les nickels. Conçue par James B. Longacre, la pièce est émise de 1866 jusqu'en 1883, quand elle est remplacée par le Liberty Head nickel. La pièce tire son nom du motif sur son avers (en anglais shield signifie « bouclier ») et est la première pièce de cinq cents dénommée « nickel » aux États-Unis, les pièces de cette dénomination étaient jusqu'alors appelées half dimes (la dime étant la pièce de dix cents et le mot half signifiant « demi »). 
Des half dimes en argent ont été frappées dès les débuts de l'United States Mint (la Monnaie des États-Unis) à la fin du XVIIIe siècle. Elles disparaissent de la circulation, ainsi que la plupart des autres pièces, dans la tourmente économique de la guerre de Sécession. En 1864, la Monnaie lance avec succès des pièces à faible dénomination, dont la valeur intrinsèque est bien inférieure à celle indiquée sur leur revers. L'industriel Joseph Wharton préconise d'utiliser du nickel pour la fabrication des pièces, métal qu'il produit et commercialise d'ailleurs lui-même. Lorsque la Monnaie propose un alliage cuivre-nickel pour la pièce de cinq cents, le Congrès exige que la pièce soit plus lourde que la Monnaie ne l'a suggéré, permettant à Wharton de vendre plus de ce métal au gouvernement.
La conception de Longacre est basée sur celle de sa Two-cent piece (en), et symbolise la force d'une Amérique unie. Le nickel s'est avéré difficile à frapper et le dessin du revers a dû être modifié en 1867. Malgré cela, les difficultés de production continuent, causant de nombreuses petites variations qui sont aujourd'hui très prisées des collectionneurs. La frappe du Shield nickel est suspendue en 1876, pour une période de plus de deux ans, en raison d'une surabondance de monnaie à faible dénomination et il est ensuite produit en petites quantités jusqu'en 1882. L'année suivante, la pièce est remplacée par le Liberty Head nickel de Charles E. Barber.

## Contexte
Les pièces de cinq cents sont frappées par l'United States Mint depuis 1792. Elles sont les premières à avoir été frappées par les autorités de la Monnaie avant la construction de la US Mint mais à la suite du vote du Coinage Act of 1792. Ces half dimes (orthographié half dismes à l'époque), sont en argent. L'alliage utilisé était à l'origine de l'argent 892, porté à 900 en 1837, et du cuivre.
La guerre de Sécession apporte son lot de perturbations économiques qui aboutissent à une disparition de certaines pièces, dont le cent en métal (sa valeur intrinsèque étant devenue supérieure à sa valeur faciale). Le papier-monnaie (dont le plus petit billet est alors abaissé à trois cents), les timbres-poste, et des jetons réalisés par des émetteurs privés, comblent cette absence de pièces divisionnaires. Nombre de ces jetons ont la taille du cent, mais plus mince et en bronze. En 1864, le Congrès entame un processus de remise en circulation des pièces, en supprimant le billet de trois cents et en autorisant la frappe du cent et de la Two-cent piece (en) en bronze, dont les valeurs intrinsèques sont faibles. Ces nouvelles pièces deviennent rapidement populaires, même si la Two-cent piece est assez vite retirée de la circulation. Le 3 mars 1865, le Congrès adopte une loi autorisant la US Mint à frapper la Three-cent piece, composée à 75 % de cuivre et 25 % de nickel.
En 1864, le Congrès avait autorisé une troisième série de billets de banque à valeur nominale faible. Sur le billet de cinq cents devait figurer un portrait de « Clark », mais le Congrès est consterné lorsqu'il sort des presses. Ce n'est pas l'explorateur William Clark qui y figure, mais un certain Spencer M. Clark, le chef du National Currency Bureau ! Selon l'expert-numismate Walter Breen, « la réponse furieuse et immédiate du Congrès fut d'adopter une loi, retirant cette dénomination de 5 ¢, et une autre interdisant la représentation de toute personne vivante sur les pièces et devises fédérales ». Clark ne conserva son emploi que grâce à l'intervention personnelle du secrétaire au Trésor, Salmon P. Chase.

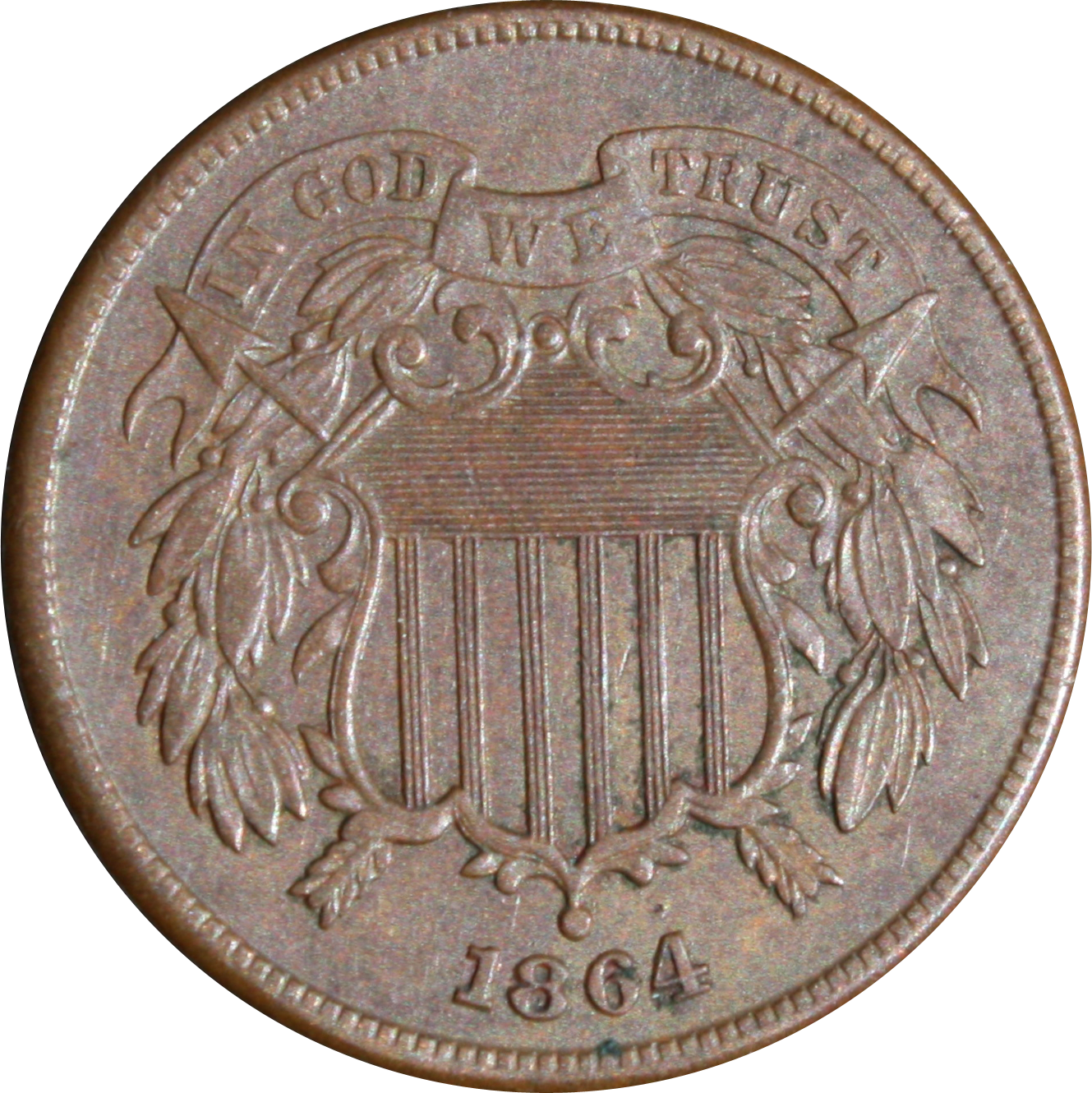
La Two-cent piece qui servit de modèle pour la réalisation du Shield nickel.

Le directeur de l'US Mint, James Pollock, s'est opposé à la frappe de pièces contenant du nickel, mais étant donné le succès de la pièce en cupronickel de trois cents, il devient partisan de pièces de cinq cents réalisées dans le même métal. Dans son rapport de 1865 Pollock écrit : « de cet alliage en nickel, une pièce de monnaie de la dénomination de cinq cents, et qui serait un substitut populaire au billet de cinq cents, pourrait être aisément réalisée ... [La pièce de cinq cents devait alors être frappée dans un métal noble] uniquement jusqu'à la reprise des paiements en espèces... en temps de paix... les pièces dans un alliage inférieur ne devraient pas être autorisées à prendre, en permanence, la place de l'argent dans le monnayage de pièces au-dessus de la dénomination de trois cents ».
L'industriel Joseph Wharton jouit à cette époque d'un quasi-monopole sur l'exploitation minière du nickel aux États-Unis et cherche à promouvoir son utilisation pour les pièces de monnaie. Il est également très influent au Congrès. Ce lobby, s'il n'a pas réussi à obtenir l'utilisation de ce métal pour la Two-cent piece, a plus de succès avec la Three-cent piece. Pollock prépare un projet de loi autorisant une pièce de cinq cents du même alliage que celle de trois cents et dont le poids ne dépasserait pas « 60 grains » (3,9 g). La commission de la Chambre des représentants, amende le projet, mais le poids est fixé à 77,19 grains (5,0 g), sous prétexte de se conformer au système métrique et donc d'avoir un poids égal à cinq grammes , mais, en réalité, plus probablement pour que Wharton puisse vendre davantage de nickel à l’État. Ceci rend la nouvelle pièce plus lourde que celle de trois cents en cupronickel. Le projet de loi ainsi amendé est adopté sans débat le 16 mai 1866. La nouvelle pièce en cupronickel a cours légal pour un montant maximum libératoire de 1 dollar, et peut être échangée par le Trésor contre toute monnaie des États-Unis, à l'exclusion du half-cent, du cent et du two-cent. Elle est honorée par lots de 100 $ contre des billets de banque. Les coupures de moins de dix cents sont alors retirées de la circulation,.

## Design et production
Comme la fabrication doit commencer immédiatement, il faut que le chef graveur de la Monnaie, James B. Longacre conçoive la nouvelle pièce aussi vite que possible. Dès que le projet de loi d'autorisation de la pièce de cinq cents a été soumis au Congrès, Longacre a commencé à produire des modèles, dès fin 1865. Longacre réalise des échantillons, l'un avec un bouclier similaire à ce qu'il a préparé pour la pièce deux cents. Longacre modifié son design de la pièce de deux cents en changeant l'emplacement des deux flèches, retirant le parchemin sur lequel est inscrit « In God We Trust » (c'est la première fois que la devise apparaît sur une pièce de monnaie américaine), et ajoute une croix, avec l'intention apparemment d'insérer une croix pattée en haut du bouclier. Un modèle alternatif est illustré par Washington, tandis qu'un autre présente le président récemment assassiné Abraham Lincoln. Les revers proposés par Longacre sont composés du chiffre 5 au centre, d'un cercle de treize étoiles, chacune séparée de la suivante par des rayons. Une autre conception place  le chiffre au centre d'une couronne de laurier. Le secrétaire au Trésor Hugh McCulloch, sur le conseil de Pollock, choisit le bouclier pour l'avers et les étoiles et rayons pour le revers. Pollock ne montre pas à McCulloch le modèle représentant Lincoln, pensant qu'il serait mal accueilli dans le Sud.

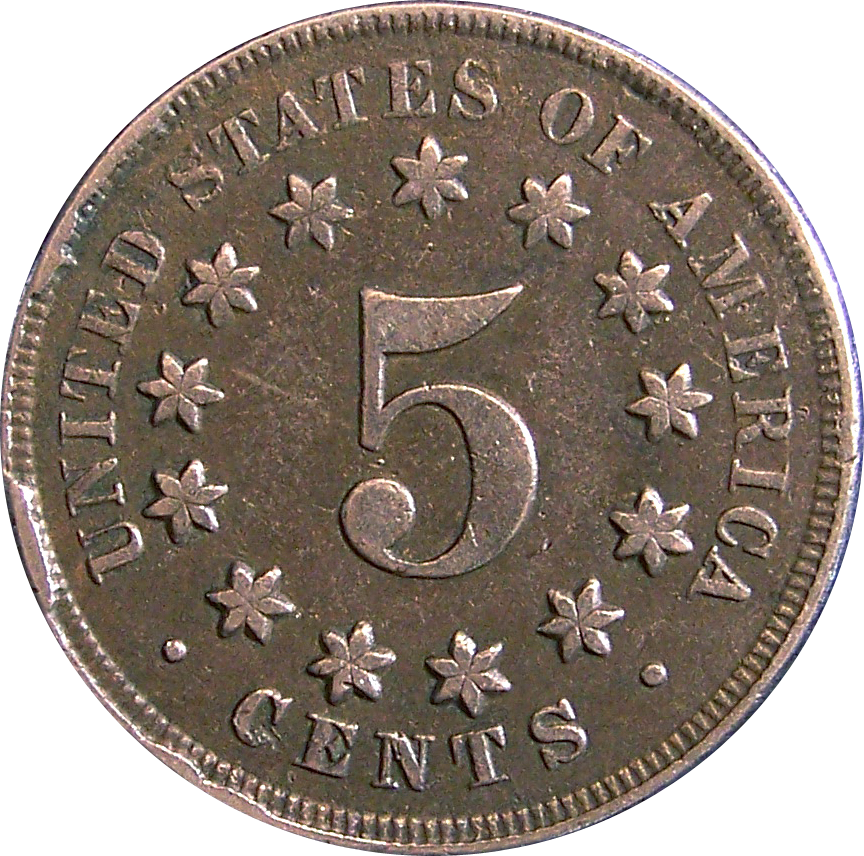
Revers du Shield nickel (modification de 1867).

Selon Q. David Bowers, le design de Longacre pour l'avers est « l'un des motifs les plus patriotiques de la monnaie américaine ». Basé sur le blasonnement du Grand sceau des États-Unis, la composition de Longacre axée sur le bouclier, ou écu, comme arme défensive, symbolise la force et la protection grâce à l'unité. La partie supérieure du bouclier, ou « chef », symbolise le Congrès, alors que les 13 bandes verticales, ou « paillé » symbolisent les États, et par conséquent l'ensemble de l'écusson symbolise la force du gouvernement fédéral par l'entremise de l'unité des États. les flèches croisées, dont les extrémités sont visibles dans la partie inférieure du bouclier, symbolisent la non-agression, mais sous-entendent la préparation à toute attaque. Les branches de laurier, tirées de la tradition grecque, symbolisent la victoire. Dans la gravure héraldique, les lignes verticales représentent le rouge, les zones non gravées le blanc et les lignes horizontales le bleu. L'écu est donc de couleurs rouge, blanche et bleue, destinées à évoquer le drapeau américain. Bowers ne considère pas la conception du revers comme une œuvre artistique, mais comme purement mécanique, obtenue par poinçonnage de caractères et de motifs sur une matrice en acier.
Les nouvelles pièces s'avèrent difficiles à produire, en raison de la dureté du flan, les pièces ne sont pas de bonne qualité et la durée de vie des matrices de frappe est courte. La conception est largement critiquée, Wharton décrit le bouclier, comme suggérant « une pierre tombale surmontée d'une croix et surplombé de saules pleureurs ». L’American Journal of Numismatics la décrit comme « la plus laide de toutes les pièces connues ». Plus sérieusement, la conception du revers rappelle beaucoup le Stars and Bars, drapeau des États confédérés vaincus. Les rayons sont éliminés de la composition, début 1867, dans l'espoir d'éliminer certains des problèmes de production. Le passage au nouveau design est censé se faire le 1er février 1867, mais il est probable que la Monnaie a utilisé les matrices restantes pendant un certain temps encore par mesure d'économies. Le changement de design crée la confusion parmi le public. De nombreuses personnes supposent que l'une ou l'autre est une contrefaçon et la Monnaie considère alors l'abandon pur et simple du Shield nickel.
À la recherche d'alternatives à l'alliage cuivre-nickel, difficile à travailler, Longacre propose, en juin 1867 que la pièce de cinq cents soit réalisée en aluminium. Le nouveau directeur de la Monnaie, Henry Linderman, s'y oppose, déclarant que l'approvisionnement en l'aluminium est encore incertain et que ce métal est trop coûteux pour une pièce mineure. L'historien de la numismatique, Don Taxay, dans son histoire de la United States Mint et de ses pièces, note que Linderman avait proposé une loi augmentant, à un tiers, la teneur en nickel de l'alliage, malgré s'être précédemment opposé à l'utilisation de ce métal dans les pièces de monnaie. Taxay suggère que Linderman a probablement été influencé par Wharton et d'autres partisans de ce métal.
Fin 1869, suffisamment de nickels, tel que la pièce est alors surnommée, ont été produits pour répondre aux besoins du commerce et sa production s'arrête. Les nouvelles pièces ont tendance à s'accumuler entre les mains des commerçants au-delà de la limite légale, mais les banques refusent de les accepter au-delà du maximum d'un dollar. Les propriétaires de magasins sont de brader leurs pièces à des courtiers. Les postmasters, obligés par la loi d'accepter les pièces, constatent que le Trésor ne les acceptent que par lots de 100 $, conformément à la loi. En 1871, le Congrès atténue le problème en adoptant une loi permettant au Trésor de racheter des quantités illimitées de nickels et d'autres pièces à faible dénomination lorsqu'ils sont présentés en lots d'au moins 20 $. Ce n'est pas avant 1933, longtemps après la conception du Shield nickel, que cette limite légale est abandonnée.
Le Mint Act of 1873 met un terme à la production de la half dime en argent. En dépit de leur abolition, elles continuent à circuler dans l'Ouest, où l'argent et l'or sont préférés au détriment du nickel, tout au long du XIXe siècle. La loi donne, également, au directeur de la Monnaie le pouvoir de suspendre la production de toute dénomination si sa quantité est suffisante. L'amélioration de la situation économique, combinée à un bas prix de l'argent, remet en circulation de grandes quantités de pièces d'argent thésaurisées, y compris des half dimes, à partir d'avril 1876. À la fin de cette année, la production du Shield nickel est interrompue conformément à la loi de 1873. Aucun Shield nickel n'est frappé en 1877 et 1878, à l'exception de spécimens pour les collectionneurs. Comme le Trésor dispose d'un important de pièces de cinq cents, seul un petit nombre sont  frappées au cours des années suivantes. Une production à plus grande échelle reprend le 12 décembre 1881. Le nickel de 1880, avec seulement 16 000 pièces frappées, reste le Shield nickel le plus rare aujourd'hui, à l'exception des spécimens.

## Variétés
|                                                 |  |  |
| Variété Close 3 (à gauche) et Open 3 (à droite) |  |  |

La série des Shield nickels a donné un grand nombre de variétés. Howard Spindel, un expert en Shield nickels, note que les matrices de cette dénomination ont produit beaucoup moins de pièces que les autres. Comme elles s'usent très vite, la Monnaie est continuellement sous pression pour en produire de nouvelles. Selon Spindel, nombre de matrices ont été hâtivement et négligemment produites, créant ainsi de nombreuses variétés mineures.
Bowers souligne à propos du nickel de 1868 qu'il est comme « une aire de jeux du repoinçonnage [re poinçonnage des dates], d'erreurs, et autres ». Les spécialistes ont découvert plus de soixante variétés différentes de « double matriçage (en) », causée par un mauvais alignement d'une matrice chauffée lorsqu'elle est pressée à plusieurs reprises contre le moyeu pour transférer son dessin. Il existe plusieurs sortes de dates re poinçonnées, y compris une variété dans laquelle le chiffre « 1 » est beaucoup plus petit que ceux généralement observés sur le Shield nickel.
Comme pour beaucoup de dénominations des pièces américaines, il y a deux variétés majeures du nickel de 1873. La première, connue sous le nom close 3 ou closed 3 (3 fermé) qui sont à l'origine d'une plainte déposée par le chef monnayeur, A. Loudon Snowden, auprès de Pollock, qui est alors encore directeur de la Monnaie. Snowden déclare que le chiffre « 3 » de la date ressemble trop à un « 8 ». La Monnaie prépare de nouveaux poinçons de date, dans lequel les bras du « 3 » ne s'enroulent pas vers le centre, créant ainsi la variété, nommée open 3 (3 ouvert).
Un sur-datage « 1883/2 » a lieu lors de la dernière année de production, un « 2 » est visible à proximité ou sous le chiffre « 3 ». Cette variété est causée par l'utilisation de matrices datées 1882 qui n'ont pas été détruites en fin d'année, mais ont plutôt été re poinçonnées avec le logotype à quatre chiffres « 1883 ». Cinq matrices différentes sont connues pour avoir été ainsi réutilisées. Bowers estime le tirage à 118 975 pièces et Spindel mentionne que seules 0,2 % à 0,3 % de ces pièces existent toujours.

## Remplacement
Le nouveau dessin de 1867 n'a pas résolu les problèmes de courte durée de vie des matrices et de frappe défaillante. En vue d'un nouveau design, des spécimens sont frappés en 1868 et 1871, mais le Shield nickel reste en production. Charles E. Barber devient graveur en chef de la Monnaie, en 1880, et est invité l'année suivante à produire des modèles uniformes pour le nickel, la pièce de trois cents, et un projet de cent en cupronickel. Alors que la refonte des deux petites dénominations n'a pas lieu, en 1882, le dessin de Barber pour un nickel, avec la tête de la Liberté sur l'avers et le chiffre romain « V » sur le revers, est approuvé. L'année suivante, le design de Barber remplace le Shield nickel. Des Shield nickels datés de 1883 ont cependant déjà été frappés. Les dirigeants de la Monnaie, souhaitant décourager la spéculation, conservent durant plusieurs mois une production de Shield nickels parallèle à celle du Liberty Head nickel. Près d'un million et demi de Shield nickels sont ainsi frappés en 1883. La frappe du Shield nickel prend fin le 26 juin 1883.

## Tirages
| Années                    | Spécimens | Tirages ordinaires |
| ------------------------- | --------- | ------------------ |
| 1866                      | 600+      | 14,742,500         |
| 1867 avec rayons          | 25+       | 2,019,000          |
| 1867 sans rayons          | 600+      | 28,890,500         |
| 1868                      | 600+      | 28,817,000         |
| 1869                      | 600+      | 16,395,000         |
| 1870                      | 1,000+    | 4,806,000          |
| 1871                      | 960+      | 561,000            |
| 1872                      | 950+      | 6,036,000          |
| 1873 closed 3             | 1,100+    | 436,050 (est.)     |
| 1873 open 3               | 0         | 4,113,950 (est.)   |
| 1874                      | 700+      | 3,538,000          |
| 1875                      | 700+      | 2,097,000          |
| 1876                      | 1,150+    | 2,530,000          |
| 1877 spécimens uniquement | 510+      | 0                  |
| 1878 spécimens uniquement | 2,350     | 0                  |
| 1879                      | 3,200     | 25,900             |
| 1880                      | 3,955     | 16,000             |
| 1881                      | 3,575     | 68,800             |
| 1882                      | 3,100     | 11,472,900         |
| 1883                      | 5,419     | 1,451,500          |

Les tirages de spécimens du Shield nickel avant 1878 sont des estimations modernes et peuvent varier, par exemple, Bowers estime leur nombre entre 800 et 1200 pour la pièce de 1866 tandis que Peters indique plus de 375. La question est compliquée par le fait que des spécimens ont été frappés à nouveau, parfois des années après la date inscrite. Les dirigeants de la Monnaie, en dépit de que Bowers appelle « des dénégations officielles (a.k.a. mensonges) », réutilisaient des matrices, prétendument détruits, pour frapper des pièces destinées à des « amis » collectionneurs ou marchands. Cette pratique a conduit à l'existence de pièces incongrues, avec un avers daté accouplé à un revers qui ne fut mis en circulation que des années plus tard.
Aucune pièce, frappée à la Monnaie de Philadelphie, ne portent de marque d'atelier.
| Avers du Shield nickel et revers avec et sans rayons. |  | Avers du Shield nickel et revers avec et sans rayons. |  | Avers du Shield nickel et revers avec et sans rayons. |
| Avers du Shield nickel et revers avec et sans rayons. |  |                                                       |  |                                                       |